# Haakon IV de Noruega

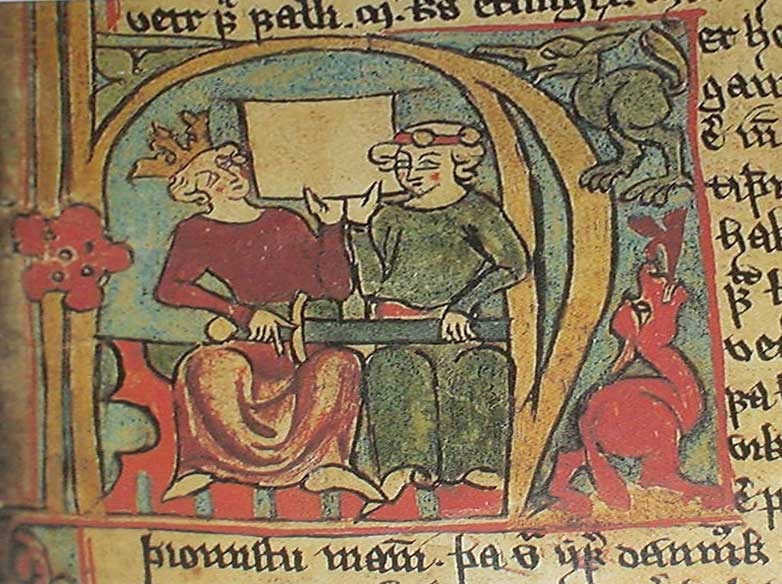
Haakon IV i el seu fill Magnus VI. Ilustració del Flateyjarbók.

Haakon IV (en nòrdic antic, Hákon Hákonarson; en noruec, Håkon Håkonsson) (Østfold, 1204 - Kirkwall, Illes Òrcades, 15 de desembre de 1263). Rei de Noruega del 1217 al 1263. Era fill d'una camperola de nom Inga de Varteig i, suposadament, del rei Haakon III.
Durant el seu regnat es va posar fí al període de les guerres civils, que patia el país des del 1130 i conseqüentment, la segona mitat del seu govern es va marcar per la pau i la consolidació de la monarquia. Haakon va representar la unificació definitiva de Noruega i el punt més àlgid d'aquest país en l'edat mitjana.

## Infantesa

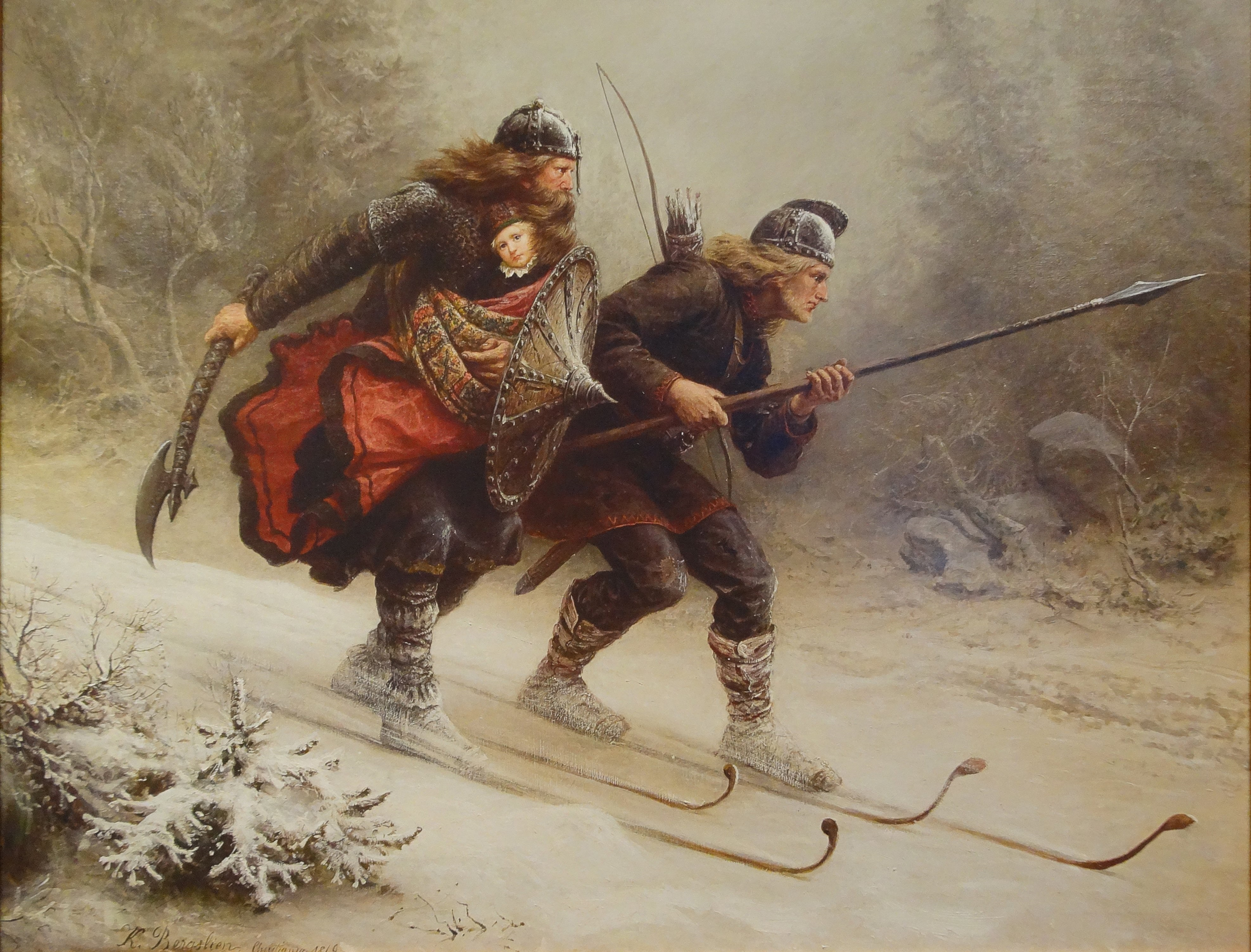
Birkebeiner, obra de Knud Bergslien (1869). El quadre mostra els birkibeinar (“Cames de Beç”) Torstein Skevla i Skjervald Skrukka traslladant el petit Haakon a la ciutat de Nidaros, 1206.

La mare de Haakon era una camperola de nom Inga que assegurava que el seu fill també ho era del rei Haakon III, líder de la facció dels birkibeinar o Cames-de-beç, durant la guerra civil contra els baglar o Crosses. Haakon III va morir el 1204 sense deixar descendència i els seus seguidors van donar suport als arguments de la camperola i van reconèixer el petit Haakon com a fill del monarca finat.
En aquells temps Noruega era l'escenari d'una guerra civil entre els birkebeinar o cames-de-beç i els baglar o crosses, degut a les ambigües lleis de successió del país i als conflictes entre les diferents seccions aristòcrates, l'església catòlica i el rei. Haakon va néixer en el territori dels baglar, i aquests, en sentir que era fill del rei Haakon III, decidiren eliminar-lo. Un grup de guerrers birkebeinar va acudir en el seu socors per dur-lo a la cort, a Nidaros (actual Trondheim), però en el trajecte es van veure sorpresos per una tempesta de neu i només dos guerrers, Torstein Skevla i Skjervald Skrukka van aconseguir continuar el viatge esquiant amb el nen en braços. Aquest viatge encara es recorda a Noruega amb l'esdeveniment més important d'esquí: la Birkebeinerrennet (la carrera dels birkebeinar)

## Primers anys de regnat
Haakon fou dut a la presència del rei Inge II, qui el va reconèixer com fill de Haakon III. Quan Inge va morir el 1217, Haakon fou elegit el seu successor, per davant de Skule Bårdsson -germanastre d'Inge- i d'altres candidats, sobretot gràcies al suport de l'església.
Aquell mateix any també moria el darrer rei dels baglar, Felip Simonsson, fet que va facilitar que s'iniciés un procés de reconciliació entre ambdós bàndols que va culminar amb la unificació del regne de Noruega sota el regnat de Haakon.
Durant els primers anys, però, gran part del poder va recaure en mans de Skúli Bárðarson, qui havia aconseguit la pau entre les diverses faccions i que va passar a governar un terç del país en qualitat de iarl. Malgrat tot, les seves relacions amb el rei no foren bones i anaren a pitjor a mesura que en Haakon creixia i guanyava confiança. Tot i que el rei es va casar amb la filla del iarl Skúli, aquest va acabar declarant la guerra al monarca proclamant-se rei de Noruega a la ciutat de Nidaros. La jugada no li va sortir gaire bé car el rei Haakon va esclafar la rebel·lió el 1240, donant-li mort. També li va costar la vida a l'erudit i historiador Snorri Sturluson, que havia pres costat contra el rei. Aquesta darrera revolta va marcar la fi de l'època de les guerres civils, que havien començat el 1130.

## Regnat
Sota el regnat de Haakon Noruega va viure un període de pau i prosperitat mai vistes, conegut com l'inici de l'Edat daurada del país. El 1247 fou reconegut pel Papa Innocenci IV, qui va enviar el cardenal Guillem de Mòdena a Bergen per celebrar la coronació.
En qüestions militars, Haakon va organitzar una campanya contra la província danesa de Halland el 1256. El 1261 la comunitat norrena de Grenlàndia acceptava la seva autoritat reial i el 1262 Islàndia va fer el mateix. El 1263 va entrar en conflicte amb el rei d'Escòcia per la possessió de les Hèbrides -en aquell temps noruegues-. El rei Haakon es va veure forçat a emprendre una expedició militar a les Hèbrides i a ponent d'Escòcia. El rei escocès Alexandre III d'Escòcia havia conquerit les illes l'any abans, però Haakon va recuperar el control gràcies a la seva formidable flota de naus de guerra. Des d'allí va llençar diverses ràtzies contra terres escoceses, però part del seu exèrcit va ser derrotat en la batalla de Largs i ambdós reis van entrar en negociacions de pau. Els escocesos, sabedors que Haakon es trobava lluny de casa i curt de recursos, intentaren que les negociacions s'allarguessin al més possible i Haakon, finalment es va haver de retirar a les illes Òrcades. El resultat fou mitigat, però a llarg termini favorable a Escòcia, que recuperaren les Hèbrides i l'illa de Man pel Tractat de Perth de 1266.

## Mort
Mentre passava l'hivern al palau de Kirkwall, Haakon va caure malalt i va morir el 16 de desembre de 1263. Fou enterrat a la Catedral de Sant Magnus, Kirkwall i més tard, amb la primavera, fou exhumat i traslladat a Noruega per ser enterrat de nou a la Catedral de Bergen.

## Família
Casat el 1225 amb Margarita Skulesdatter, amb qui va tenir quatre fills:
- Olaf (1226-?). Mort durant la infantesa.
- Haakon (Haakon el Jove) (1232-1257). Co-governant de Noruega. Es va casar amb Riquilda Birgersdotter, filla del jarl suec Birger Magnusson. Va morir abans que el seu pare.
- Cristina (1234-1262). Esposa de l'infant Felip de Castella, germà del rei Alfons X de Castella. Va morir sense descendència.
- Magnus (1238-1280). Rei de Noruega del 1261 a 1280.